# Зиков Віталій Валерійович
 Віталій Зиков  (народився 5 жовтня 1979, Липецьк) — російський письменник, фантаст.

## Біографія
Народився у місті Липецьку 5 жовтня 1979 року. У ранньому дитинстві намагався писати оповіді, але захоплення швидко пройшло.
У 1996 році закінчив школу-ліцей № 44 із золотою медаллю і поступив в Липецький національний технічний університет. У 2001 році закінчивши його пішов на заочну аспірантуру. Тоді і зайнявся викладацькою діяльністю.
Сам письменник в одному з інтерв'ю каже що писати почав через парі між ним і своїм одногрупником, але програв його. Щоб довести собі що він чогось вартий письменник в 2003 році почав роботу над романом «Безымянный раб», який в квітні 2004-го був виданий видавництвом «Альфа-книга». У цьому ж році за неї був нагороджений премією «Меч без имени».
23 грудня 2004 року в Дисертаційній раді Воронезького національного технічного університету захистив кандидатську дисертацію.
З 2008 року основним видом діяльності стало написання книг. Тоді ж отримав звання академіка Міжнародної академії духовної єдності народів світу.
В березні 2009 фондом реалізації соціально-патріотичних програм «Родина» нагороджений медаллю Н. В. Гоголя.
В 2010 р. Став кавалером пам'ятної медалі «А. С. Грибоедов 1795—1829».
В 2012 році Міжнародним співтовариством громадських об'єднань-товариств дружби з народами закордонних країн за внесок в розвиток міжнародних літературних відносин нагороджений грамотою
У 2013 році від Союзу письменників Росії отримав літературно-громадську премію «Светить всегда» і нагороджений орденом «В. В. Маяковский».
У вересні 2013 ще одне хобі стало роботою — почав працювати як провідний експерт в одній московській компанії. Але з літератури не пішов і вів роботу над творами.
У 2014 році Московська міська організація Союзу письменників Росії нагородила дипломом імені М. Ю. Лермонтова «Недаром помнит вся Россия» з врученням медалі «М. Ю. Лермонтов 1814—1841».
У тому ж році постановою Правління Московської обласної організації Союзу письменників Росії нагороджений медаллю Івана Буніна.
В 2015 році нагороджений грамотою від от Російського державного військового історико-культурного центру при уряді Російської федерації.
Член Спілки письменників Росії, член Ради з фантастики і пригод при Спілці письменників Росії.
Одружений є донька і син.

### Серії

#### Дорога домой
1. Безымянный раб (2004)
2. Наёмник его величества (2005)
3. Под знаменем пророчества (2006)
4. Владыка Сардуора (2009)
5. Власть Силы (2015)
6. Великие Спящие (????)

#### «Война за выживание»
1. Конклав Бессмертных. В краю далёком (дата написання липень 2006 — грудень 2007) (дата виходу лютий 2008)
2. Конклав Бессмертных. Проба сил (дата написання вересень 2007 — травень 2008) (дата виходу: серпень 2008)
3. Конклав Бессмертных. Во имя потерянных душ (дата написання вересень 2009 — квітень 2011) (дата виходу серпень 2011)

### Оповіді і романи
- Флорист (Гамзарские байки) (2004) — оповідь у складі збірки «На перекрестках фэнтези»
- Наследство Братства Сумерек (2007) — оповідь у складі збірки «Никого над нами»
- Знание — сила! (Гамзарские байки) (2008) — оповідь у складі збірки «Чего хотят демоны»
- Удача травозная (Гамзарские байки) (2012) — оповідь у складі збірки «Меч императора»
- Праймлорд, или Хозяин Одинокой Башни (2014) — роман

## Премії
- «Меч без імені» за 2004 год — за найкращий дебютний роман («Безіменний раб»)

## Інтерв'ю
- Інтерв'ю в ростовській газеті «Поиск» (№ 5, травень 2005). Задавала питання Мария Гончарова [Архівовано 28 листопада 2016 у Wayback Machine.]